# Catocala okurai
Catocala okurai là một loài bướm đêm trong họ Erebidae.